# Erechthiodes
Limnaecia là một chi bướm đêm thuộc họ Cosmopterigidae.

## Hình ảnh

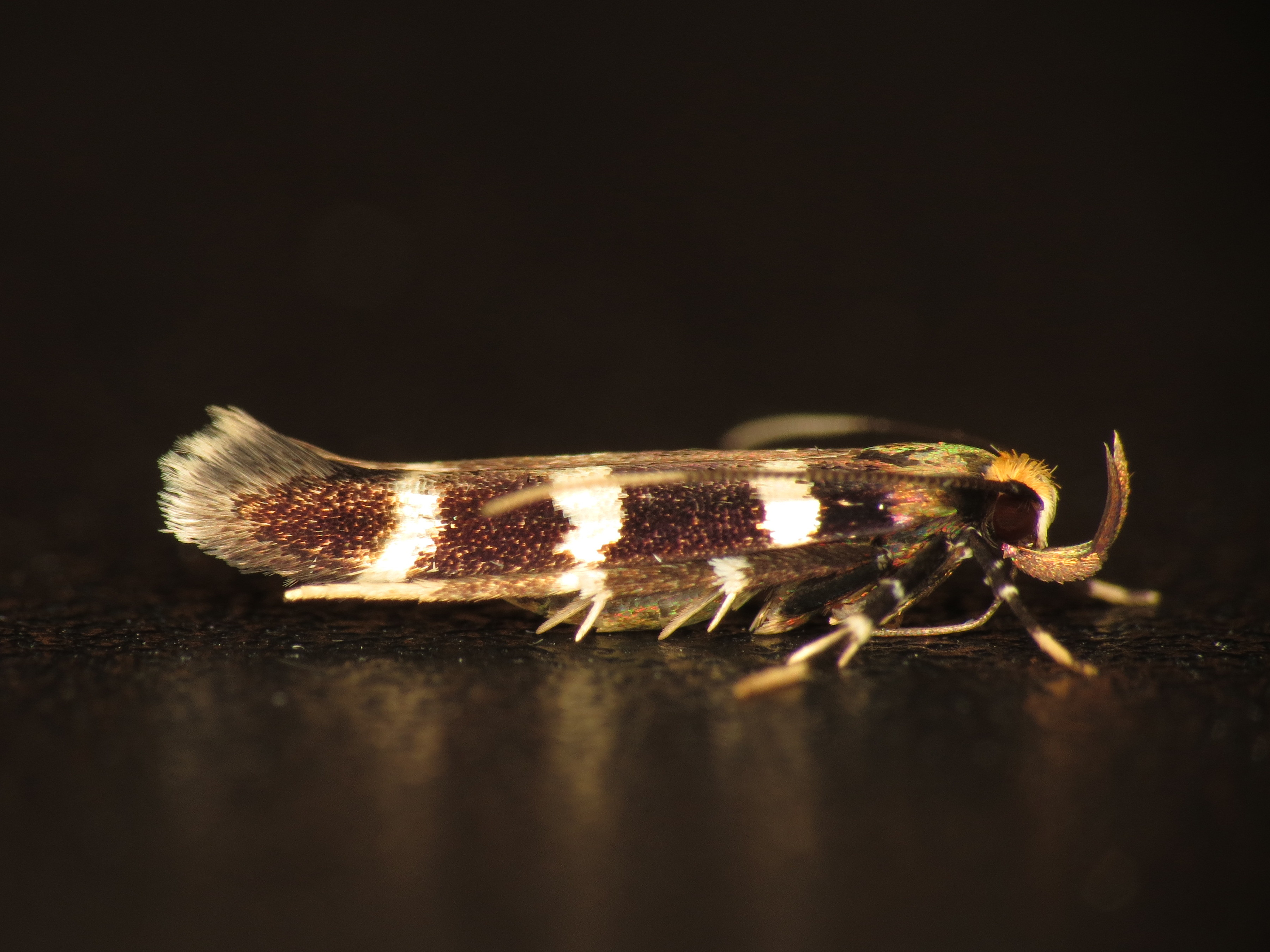
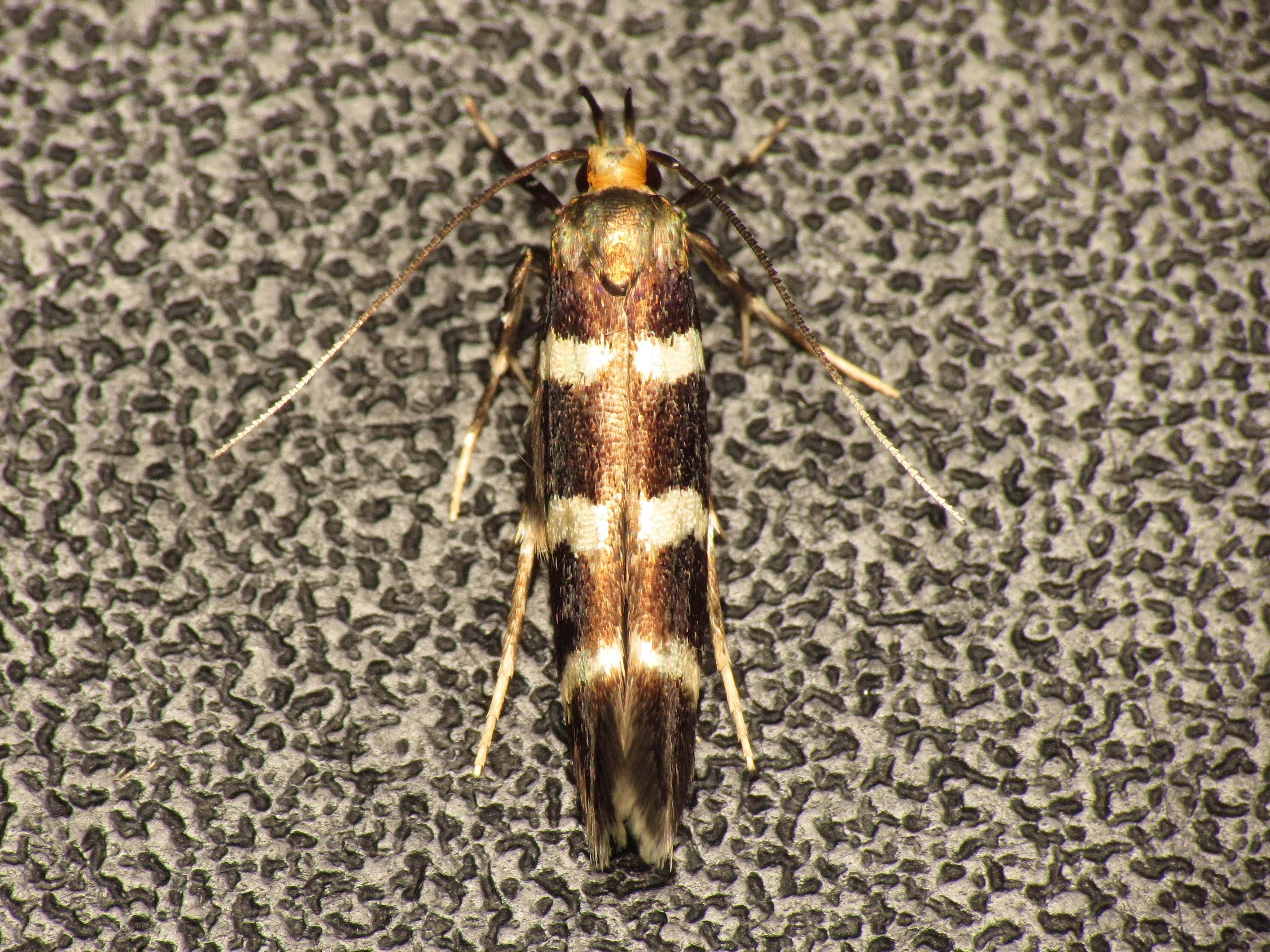
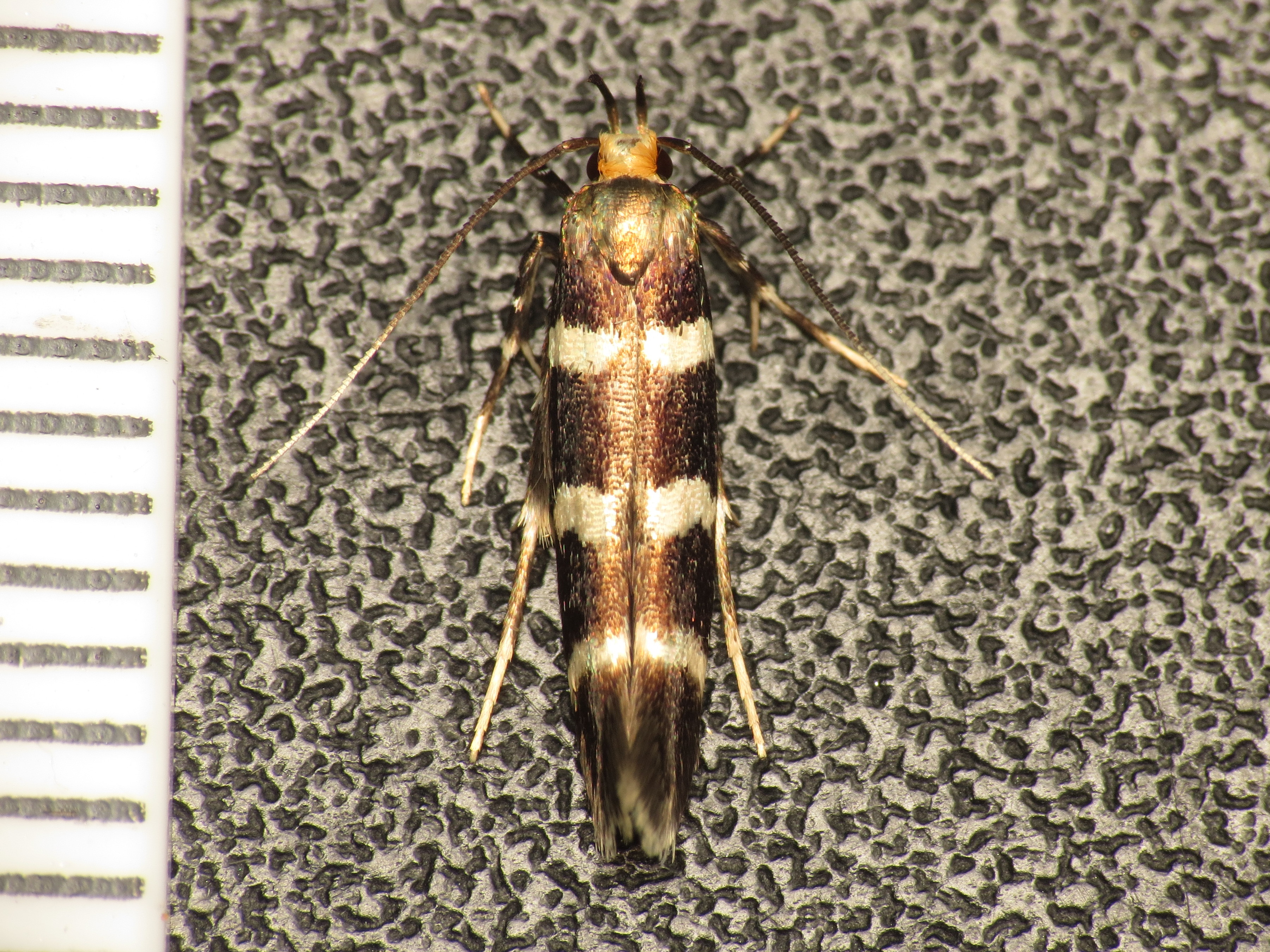
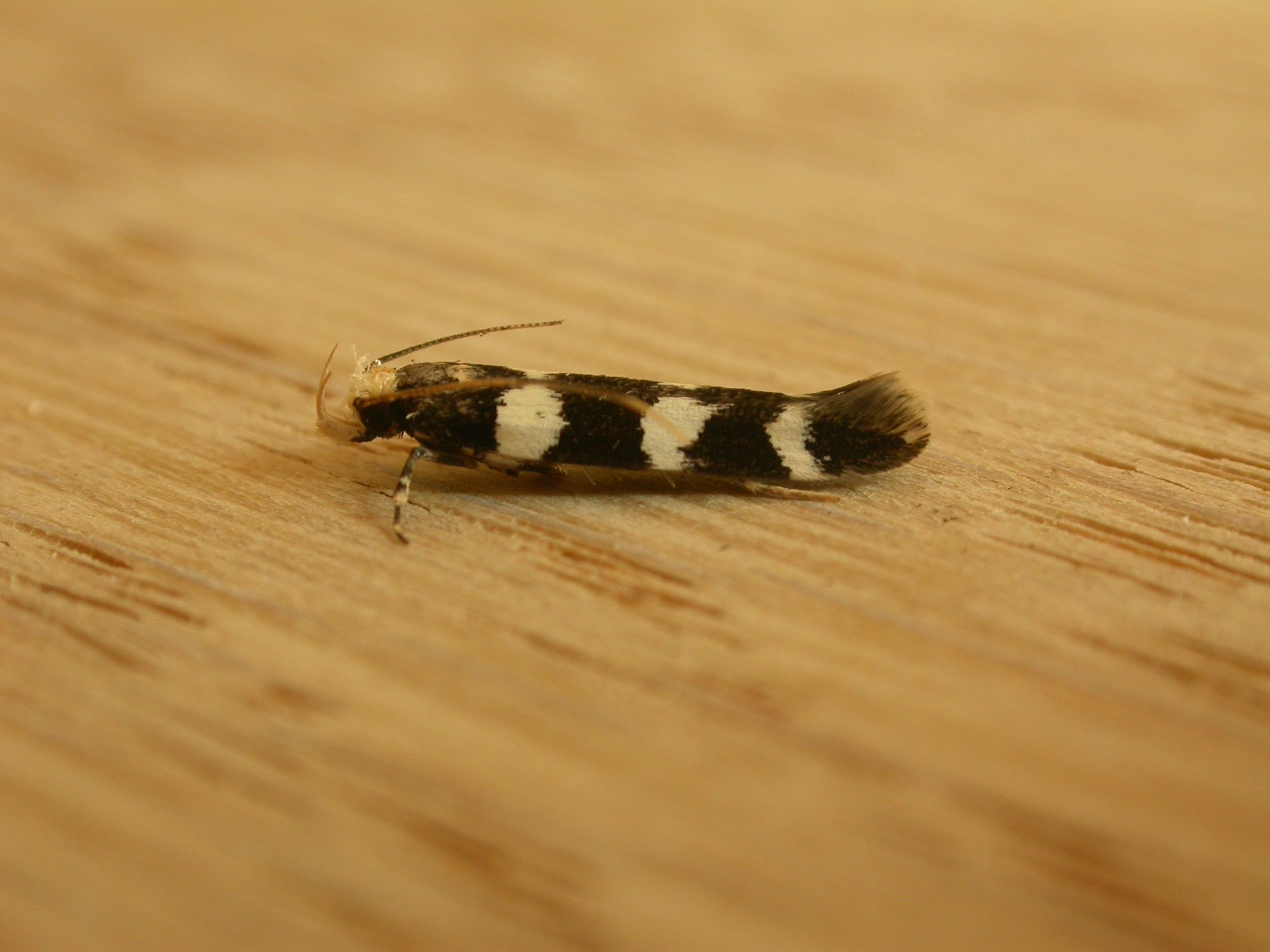